# Reichenhofen
Reichenhofen ist ein Stadtteil der Großen Kreisstadt Leutkirch im Allgäu im Landkreis Ravensburg.

## Geschichte
In einer Schenkungsurkunde der Stadt Bregenz wurde der Ort 1127 erstmals erwähnt. Die wichtigsten Ortsteile von Reichenhofen sind:
- Haid
- Herbrazhofen
- Mailand
- Schloss Zeil
- Unterzeil

Besitzungen der Klöster Rot an der Rot, Isny im Allgäu und Kempten (Allgäu), später auch des Spitals von Waldsee lassen sich nachweisen. Im Wesentlichen war Reichenhofen Bestandteil der Grafschaft Zeil. Im Jahre 1806 kam die Gemeinde zum Königreich Württemberg in der Schultheißerei Zeil-Zeil und war ab 1820 eine Gemeinde im fürstlichen Amt Waldburg-Zeil.
Das Wappen der Gemeinde enthält den steinernen Richterstuhl eines Landgerichtes, ein Hinweis darauf, dass sich auf der Gemarkung von Reichenhofen der Ortsteil Haid befindet, die ehemalige Gerichtsstätte der „freien Bauern der Leutkircher Heide“.
Die Filialkirche von Reichenhofen steht unter dem Patronat des Heiligen Laurentius. Die kirchliche Gemeinde gehört zum Dekanat Allgäu-Oberschwaben in der Diözese Rottenburg-Stuttgart. Reichenhofen liegt an der Wurzacher Ach.
Am 1. Juni 1972 wurde Reichenhofen in die Stadt Leutkirch eingegliedert.

## Weitere Wohnplätze

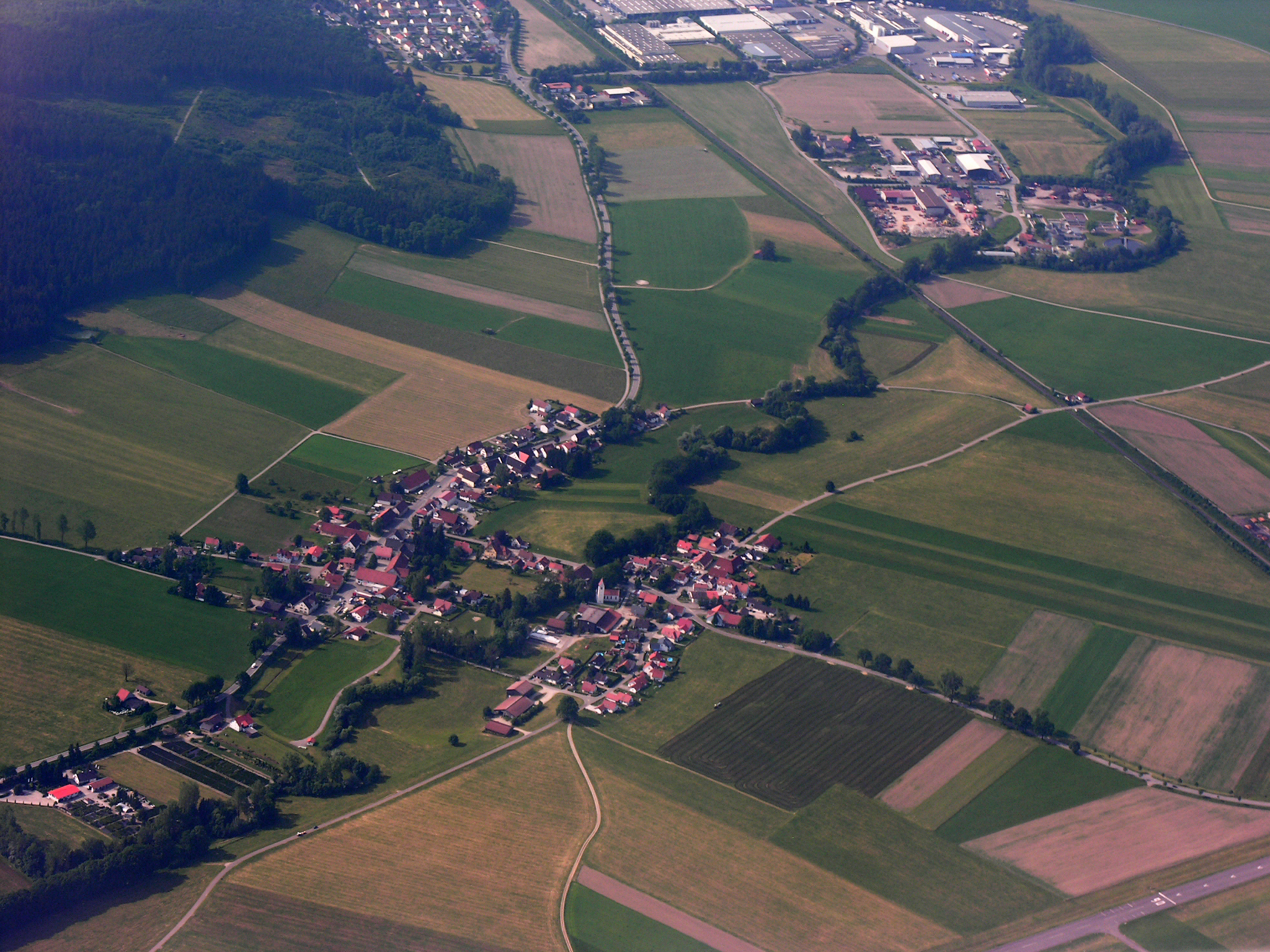
Niederhofen und Mailand (2006)

Auenhofen, Bernhard, Boschen, Brunnentobel, Greishof, Haid, Haider Einöden, Haldenhaus, Herbrazhofen, Hinterberg, Hinterstriemen, Mailand, Rostall, St. Wolfgang, Sebastianssaul, Vorderberg und Vorderstriemen.

## Söhne und Töchter des Ortes
- Hans Multscher (um 1400–1467), Bildhauer
- Lorenz Hengler (1806–1858), Pfarrer und Physiker
- Kurt Ehrle (1884–1967), Schauspieler